# 豊見城道路
豊見城道路（とみぐすくどうろ）は、沖縄県豊見城市から沖縄県糸満市に至る総延長4.0 kmの国道331号バイパスである。

## 概要
読谷道路、嘉手納バイパス、宜野湾バイパス、浦添北道路、那覇西道路、糸満道路とともに、地域高規格道路沖縄西海岸道路の一部を構成する。
2004年3月31日に糸満市西崎 (0.7 km) が開通し（元の糸満市道を昇格した上で道路改良）、2006年2月25日には豊見城市瀬長 - 豊見城市豊崎間 (2.2 km) が暫定2車線で開通、2007年3月17日に全線開通（暫定2車線）した。沖縄西海岸道路の区間別路線としては初となる。
全線暫定開通後、豊崎地区への買物客を中心に休日の渋滞が予想以上に多いため、豊崎交差点の高架橋を2007年度内に着工、2012年3月31日に本線も含めて全線開通した（接続する糸満道路も同時に全線開通）。
さらに2016年3月30日に全線完成4車線に拡幅、全線完全開通となり、起点の瀬長交差点が改良され、糸満方面への直進優先道路が小禄バイパスから豊見城道路に変更された。
一方、並行する旧道区間（豊見城市名嘉地-糸満市兼城）は2017年3月4日に糸満道路が完成4車線拡幅したのを受けて、同年4月1日に同道路の旧道区間（糸満市兼城-真栄里）と合わせて沖縄県道256号豊見城糸満線として県道に降格となった（同県道は沖縄県道68号線も廃止したうえで統合された）。

### 路線データ
- 起点 : 沖縄県豊見城市瀬長
- 終点 : 沖縄県糸満市西崎
- 総延長 : 4.0 km
- 規格 : 第4種第1級
- 道路幅員
  - 一般部 : 31.0 m
  - 専用部 : 18.5 m
- 車線数 : 4車線
- 車線幅員 : 3.5m
- 設計速度 : 60 km/h

## 歴史
- 1989年度 : 事業化
- 1994年度 : 地域高規格道路に指定
- 1998年度 : 用地着手
- 1998年6月26日 : 都市計画決定
- 2004年3月31日 : 糸満市西崎 (0.7 km) が暫定2車線で開通、同時に糸満道路の糸満市西崎 (0.4 km) も暫定2車線で開通（いずれも元の糸満市道が、国道に昇格した上で道路改良）
- 2001年度 : 工事着手
- 2006年2月25日 : 豊見城市瀬長 - 豊見城市豊崎間 (2.2 km) 暫定2車線で開通
- 2007年3月17日 : 豊見城市豊崎 - 糸満市西崎間 (1.1 km) 暫定2車線で開通し、暫定ながら全線開通
- 2008年12月20日 : 豊見城市豊崎に道の駅豊崎オープン（沖縄本島南部では初の道の駅）
- 2011年3月8日 : 豊崎交差点立体化 (0.6 km) 開通
- 2016年3月30日 : 全線の4車線化拡幅が完成[2]
- 2017年4月1日 : 豊見城道路に並行する旧道区間（豊見城市名嘉地 - 糸満市兼城）が糸満道路の旧道区間（糸満市兼城 - 真栄里）と合わせて沖縄県道256号豊見城糸満線として県道へ降格された（同県道は沖縄県道68号線も同路線を廃止した上で統合された）[1]。

## 地理

### 通過する自治体
- 沖縄県
  - 豊見城市 - 糸満市

### 交差する道路
- 国道331号（小禄バイパス）
- 沖縄県道249号東風平豊見城線
- 国道331号（糸満道路）